# 계층적 데이터 형식
계층적 데이터 형식(Hierarchical Data Format, HDF)은 The HDF Group에 의해 관리되고 있는 대용량의 데이터를 저장하기 위한 파일 형식이다.

## 파일 형식
- HDF4: 기존 데이터 포맷으로 현재 지원되고는 있지만 신규 프로젝트의 경우 HDF5로 진행하기를 권장함.[2]
- HDF5: 현재 표준 데이터포맷임[3]

## 장점[4]
- XML과 동일하게 자기기술적으로 구성되어 있어 데이터 형식을 파일 안에 기술 가능하다.
- 많은 양의 데이터를 저장 가능하다.
- 검색 속도가 빠르다.
- 병렬 입출력을 지원한다.
- 데이터의 무작위 조회(Random Access)가 가능하다.
- 20여년 이상 개발되어온 포맷으로 안정적이다.
- 수많은 프로그래밍 언어와 오픈소스 라이브러리를 통한 API가 지원된다.

## 지원 언어(HDF5)[5]

### 공식API
- C
- C++
- 자바
- 포트란 90
- 파이썬 - Premier 패키지
- R - Premier 패키지

### 비공식API
- 파이썬 - HDF5 for Python

## 같이 보기
- 커먼 데이터 포맷
- FITS
- NetCDF
- 프로토콜 버퍼